# Atherix ignota
Atherix ignota är en tvåvingeart som beskrevs av Szilady 1934. Atherix ignota ingår i släktet Atherix och familjen bäckflugor. Inga underarter finns listade i Catalogue of Life.